# Virginia Vallejo
Pour les articles homonymes, voir Vallejo.
Virginia Vallejo García, née le 26 août 1949 à Cartago, est une écrivain, journaliste, présentatrice et directrice de télévision et radio colombienne, réfugiée politique aux États-Unis depuis juin 2010.
Le 18 juillet 2006, la DEA l’a sortie de Colombie sur un vol spécial pour lui sauver la vie et coopérer avec la justice américaine et colombienne, après avoir signalé un sénateur comme complice d’un assassinat, et trois présidents colombiens comme bénéficiaires des cartels de la drogue.
En 2007, elle a publié son premier livre, Amando a Pablo, odiando a Escobar (Pablo, je t'aime, Escobar, je te hais), qui va conduire la justice colombienne à rouvrir l'affaire de la prise du palais de justice (1985) ainsi que celle de l'assassinat du candidat présidentiel Luis Carlos Galán (1989). Le livre a été traduit en quinze langues et adapté en film en 2018 avec l’actrice espagnole Penélope Cruz dans son rôle,.
Depuis son arrivée aux États-Unis, elle vit à Miami, en Floride. En 2019, elle revient à la télévision pour faire des programmes spéciaux avec la chaîne internationale, Actualidad RT.

## Biographie

### Enfance
Virginia Vallejo García est née le 26 août 1949 à Cartago, Valle del Cauca, Colombie, près du ranch de sa famille. Ses parents sont Juan Vallejo Jaramillo, un entrepreneur, et Marie Garcia Rivera. Son grand-père, Eduardo Vallejo Varela, a été ministre de l'Économie, et sa grand-mère, Sofía Jaramillo Arango, était une descendante d'Alonso Jaramillo de Andrade Céspedes y Guzmán, un noble d'Estrémadure, en Espagne,.
En 1950, la famille retourne à Bogota, où ses frères et sœurs, Felipe (né en 1951), Antonio (1955-2012) et Sofía (née en 1957) sont nés. Elle entre d'abord à l'école maternelle d'Elvira Lleras Restrepo, sœur du président Carlos Lleras Restrepo, un ami de sa famille puis dans l'école anglo colombienne cofondée par son grand-oncle Jaime Jaramillo Arango (es) ancien ministre de l'Éducation et ambassadeur à Londres, Berlin et auprès de l'Organisation des Nations Unies et de l'Unesco,.

### Début de carrière
En 1967 et 1968, elle travaille comme professeure d'anglais au centre de Colombo Americano à Bogota et, en 1969, à la présidence du Banco del Comercio. La même année, elle épouse Fernando Francisco, le PDG de CBS security et data, Zamorano et Giovanelli, mais ils divorcent en 1971,. En 1972, alors qu'elle travaille en tant que directrice des relations publiques de Cervecería Andina, elle reçoit une invitation à participer à un programme de télévision dirigé par  Carlos Lemos Simmonds (en) et Aníbal Fernández de Soto.
En 1978, elle épouse David Stivel (es), un réalisateur argentin à la tête du Clan Stivel. Le mariage prend fin en 1981.

### Carrière dans les médias

#### Introduction
Jusqu'en 1998, il n'y a que trois chaînes de télévision en Colombie qui appartiennent au gouvernement : deux chaînes commerciales et une chaîne officielle. Inravisión, l'agence de diffusion officielle loue des espaces à des producteurs indépendants, connus sous le nom de programmateurs (en), qui sont souvent la propriété de journalistes influents ou des familles présidentielles,. C'est la raison pour laquelle Virginia Vallejo peut travailler simultanément comme présentatrice du téléjournal mais également pour d'autres programmes.

#### Les années 1970
De 1972 à 1975, elle est la présentatrice de ¡Oiga Colombia, Revista del Sábado!, une émission dirigée par Carlos Lemos Simmonds (en) et Aníbal Fernández de Soto. De 1973 à 1975, elle anime les shows musicaux Éxitos 73, Éxitos 74 et Éxitos 75, produits par THOY, la programmatrice de la famille du président Julio César Turbay.
En 1973, elle commence à travailler en tant que reporter sur TV Sucesos-A3, le journal télévisé dirigé par Alberto Acosta. De 1975 à 1977, elle en devient l'éditrice internationale. Au début et au milieu des années 1970, elle anime d'autres émissions télévisées, comme le quiz show TV Crucigrama, une émission gastronomique avec le chef Segundo Cabezas, et un programme pour enfants.
En janvier 1978, elle devient présentatrice de Noticiero 24 Horas, qui est diffusé à 19 heures et est dirigé par Mauricio Gómez et Sergio Arboleda. En mars, le gouvernement de Taïwan l'invite à l'inauguration du président Chiang Ching-kuo. La même année, elle est élue vice-présidente du conseil d'administration des directeurs de l'ACL (Asociación Colombiana de Locutores, Association des radiodiffuseurs colombiens). En 1978, 1979 et 1980, elle gagne le prix de la meilleure présentatrice à la télévision de l'APE (Asociación de Periodistas del Espectáculo, Association des journalistes du divertissement).
En 1979, elle est la tête d'affiche du film Colombia Connection de Gustavo Nieto Roa (es). En novembre, elle apparaît dans Town & Country, en ouverture de la partie The Beautiful Women of El Dorado. En 1979 et 1980, elle présente ¡Cuidado con las Mujeres!, une émission de RTI Producciones dirigée par David Stivel.

#### Années 1980
En 1981, elle fonde sa propre programmation avec TV Impacto et la journaliste Margot Ricci. La même année, le gouvernement d'Israël les invite pour faire une émission spéciale sur la Terre sainte.
En 1980 et 1982, elle travaille à la Radio Caracol (en). Elle est la seule journaliste envoyée à Londres par un média colombien pour couvrir le mariage entre le prince Charles et Lady Diana Spencer, le 29 juillet 1981. L'émission de Vallejo dure trois heures pour Caracol. Elle couvre également la compétition Miss Colombie pour la même radio jusqu'en 1985.
Entre 1981 et 1983, elle dirige son émission ¡Al Ataque!. Elle est la première journaliste à interviewer Pablo Escobar en janvier 1983. L'interview est filmée devant la décharge de Medellín. Durant l'interview, Pablo Escobar décrit le projet humanitaire Medellín Sin Tugurios (Medellín sans bidonvilles) lancé par Escobar et ses partenaires. L'interview propulse Escobar sur le plan national.
En 1983 et 1984, elle présente Hoy por Hoy, Magazín del Lunes à 19 heures, puis elle fait une émission commerciale pour Medias Di Lido à Venise en Italie, suivie par trois autres à Rio de Janeiro, San Juan et Cartagena. En 1983 et 1984, elle présente le show musical El Show de las Estrellas, dirigé par Jorge Barón (es). En 1984, elle devient l'éditrice internationale de Grupo Radial Colombiano (en) (un réseau créé par le cartel de Cali) et dirigé par Carlos Lemos Simmonds. En 1985, elle devient présentatrice du journal télévisé Telediario, dirigé par Arturo Abella.
En 1985, elle apparaît sur les couvertures de Bazaar et Cosmopolitan, et également de Elenco, un magazine d'El Tiempo qui la décrit comme « le symbole d'une ère ». En 1988, elle remporte une bourse du gouvernement allemand et elle étudie le journalisme économique à Berlin à l'Internationales Institut für Journalismus.
En 1991, elle retourne en Colombie comme co-tête d'affiche dans le feuilleton télévisé Sombra de tu sombra de Caracol Televisión. En 1992, elle présente ¡Indiscretísimo!, dirigé par Manuel Prado. De 1992 à 1994, elle travaille à la Todelar radio. En octobre 1994, elle termine sa carrière en Colombie pour démarrer les opérations sud-américaines d'une compagnie basée aux États-Unis. 

#### Les années 2000
Entre 2009 et 2010, elle est chroniqueuse pour le journal vénézuélien 6to Poder, dirigé par le journaliste d'opposition Leocenis García (es); mais le président Hugo Chávez ferme le journal et emprisonne son directeur,.

### Exil aux États-Unis
Début juillet 2006, Vallejo offre de témoigner dans le procès d'Alberto Santofimio, un ancien ministre de la Justice et associé de Pablo Escobar. Ce dernier dirige le cartel de Medellín et est également l'amant de Virginia Vallejo de 1983 à 1987. Alberto Santofimio est impliqué dans l'organisation de l'assassinat de Luis Carlos Galán, un candidat à la présidence tué sur ordre de  Pablo Escobar le 18 août 1989. Les semaines suivantes, le procureur Edgardo José Maya Villazón (en) ferme l'affaire pour manque de preuves. Tous les hommes de main d'Escobar dans ce crime et plusieurs témoins clefs contre Santofimio sont tués. Vallejo contacte alors l'ambassade américaine de Bogota et demande au gouvernement américain de l'aider à sauver sa vie en échange d'informations sur les associés de Pablo Escobar et des frères Gilberto et Miguel Rodriguez Orejuela du cartel de Cali. Les frères sont extradés par le président Álvaro Uribe et le procès commence dans les semaines qui suivent sa proposition de témoignage à Miami.
La fuite de Vallejo est médiatisée dans le monde entier, et une vidéo personnelle que Vallejo enregistre avant son départ est diffusée par Canal RCN en Colombie ; selon la chaîne, cette diffusion est regardée par 14 millions de personnes, avec une audience plus importante que celle pour la coupe du monde de football en 2006. Six semaines plus tard, Miguel et Gilberto Rodriguez Orejuela plaident coupables ; ils sont condamnés à 30 ans de prison et le département de la Justice des États-Unis récolte 2,1 millions de dollars sans aller en procès.
En 2007, Vallejo publie Amando a Pablo, odiando a Escobar (es) (en français Pablo je t'aime, Escobar je te hais), dans lequel elle décrit parmi d'autres sujets sa liaison amoureuse avec Pablo Escobar, les origines des organisations rebelles en Colombie, les raisons pour l'expansion de l'industrie de la cocaïne, la naissance du Muerte a Secuestradores (Mort aux kidnappeurs en Français), les extradables, et les Autodéfenses unies de Colombie, les liens entre les cartels de Medellin et Cali, les dictateurs caribéens et les présidents colombiens Alfonso López Michelsen, Ernesto Samper et Álvaro Uribe,, la prise du palais de justice de Bogota en 1985,, la relation d'Escobar avec les groupes rebelles d'extrême droite et gauche, les crimes durant l'ère du narcoterrorisme entre 1988 et 1993, et la chasse organisée contre son amant et sa mort le 2 décembre 1993. Les mémoires de Vallejo deviennent un best-seller des livres en espagnol en Colombie et aux États-Unis.

### Témoignage sur le siège du palais de justice
En juillet 2008, Vallejo témoigne dans le cadre de l'affaire rouverte de la prise du palais de justice de Bogota qui a lieu les 6 et 7 novembre 1985. Le massacre qui prend place fait plus de 100 morts, parmi lesquels 11 juges de la Cour suprême, des rebelles du M-19, des agents du gouvernement et des douzaines de civils désarmés. Dans le chapitre intitulé Ce palais en flammes, elle détaille les raisons de chaque partie prenante impliquée dans le drame « Bien que le M-19 et le cartel de Medellín soient responsables du siège, l'armée est responsable du massacre »,,. Elle signale aussi le manque de réaction du président Belisario Betancur : « Les chefs rebelles du M-19 prirent les juges comme otages pour forcer le gouvernement à écouter leurs revendications, qui incluaient le rejet du traité d'extradition. Le président Betancur refuse de prendre les appels du magistrat Alfonso Reyes Echandía (en), président de la Cour suprême, qui le supplie de sauver leurs vies et au lieu de cela, autorise l'armée et la police à bombarder un bâtiment abritant 400 personnes »,. Dans son témoignage sous serment, elle raconte ce que Pablo Escobar lui a dit l'année suivant le massacre, après 10 mois de séparation « Les personnes détenues après l'incendie, certaines avec des brûlures au troisième degré, ont été envoyées dans des garnisons militaires où elles ont été torturées et les femmes cibles de viol en groupe, - dans l'espoir de trouver les cachettes des autres chefs rebelles et l'argent que j'avais payé pour qu'ils volent mes dossiers avant que la Cour Suprême n'ordonne mon extradition. Ensuite les victimes furent assassinées et disparurent dans des jerrycans de chaux vive et d'acide sulfurique »,. À la fin du chapitre, elle résume les évènements en ces mots : « Cet holocauste est la conflagration du système de justice colombien et le triomphe de l'establishment, des partis traditionnels et de Los Extraditables avec Pablo Escobar à leur tête »,.

### Témoignage sur l'assassinat de Luis Carlos Galán
En juillet 2009, Vallejo témoigne dans le dossier rouvert de l'assassinat du candidat à la présidence Luis Carlos Galán le 18 août 1989 et indique qu'Alberto Santofimio est l'instigateur principal de cet assassinat. Elle décrit comment, en 1984 et 1985, et en sa présence, Alberto Santofimio demande à plusieurs reprises à Pablo Escobar d'éliminer le sénateur Galán avant qu'il puisse devenir président et l'extrader”,.

### Asile politique aux États-Unis
Les États-Unis d'Amérique lui accordent l'asile politique le 3 juin 2010, en raison des milliers de menaces de mort postées que font apparaître les moteurs de recherche entre 2007 et 2010,.

## Verdicts contre la junte militaire et Alberto Santofimio
Vingt-cinq ans après le massacre du Palais de justice, le 9 juin 2010, la juge Maria Stella Jara condamne le Colonel Alfonso Plazas Vega (es)  à 30 années de prison pour la disparition des détenus,. Le président Álvaro Uribe critique le verdict à la télévision et offre sa protection à la junte militaire,. La semaine suivante, avec l'aide d'une ONG européenne en faveur des droits humains, la juge Jara fuit la Colombie,,.
Après 18 ans de délais et d'appels, Alberto Santofimio est condamné en 2007 à 24 années de prison pour sa collaboration avec Pablo escobar dans le cadre de l'assassinat de Luis Carlos Galán,,.

## Adaptation au cinéma
Dans le film Escobar de 2017, Penelope Cruz joue le rôle de Virginia Vallejo. Le film est basé sur les mémoires de Vallejo Pablo je t'aime, Escobar je te hais, avec Javier Bardem dans le rôle de Pablo Escobar.
Le film est lancé durant la Mostra de Venise 2017. Les deux acteurs principaux sont nommés pour le Prix Goya de 2018.